# Jang Yu-jin
Jang Yu-jin, född 1 maj 2001, är en sydkoreansk freestyleåkare.
Jang tävlade för Sydkorea vid olympiska vinterspelen 2018 i Pyeongchang, där hon slutade på 18:e plats i halfpipe.